# Rhamphoria bevanii
Rhamphoria bevanii är en svampart som beskrevs av Sivan. 1977. Rhamphoria bevanii ingår i släktet Rhamphoria och familjen Annulatascaceae.   Inga underarter finns listade i Catalogue of Life.